# Rosamund Pike

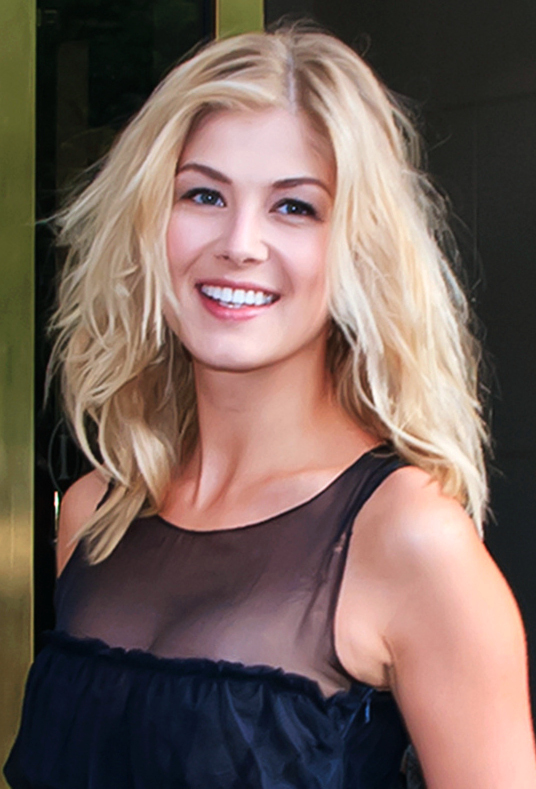
Rosamund Pike, 2010

Rosamund Mary Ellen Pike (Londen, 27 januari 1979) is een Britse actrice. Ze won in 2003 de European Film Award voor beste nieuwkomer met haar rol als Miranda Frost in de Bondfilm Die Another Day en in 2005 een British Independent Film Award voor haar bijrol in The Libertine. In 2021 won ze een Golden Globe voor haar rol als Marla Grayson in de film I Care a Lot.

## Biografie
Pike is enig kind. Haar ouders, Caroline en Julian Pike, waren beiden operazangers. Pike studeerde af aan de Badminton School in Bristol. Vervolgens studeerde ze Engelse literatuur in Oxford. Ze raakte bevriend met Chelsea Clinton. Na een jaar succesvol studeren stopte ze hiermee, om deze uiteindelijk alsnog af te ronden in 2001.
Pike was regelmatig te zien in filmproducties van studenten. Ze speelde ook in een aantal toneelstukken van Shakespeare. Toen ze speelde in een productie van Romeo en Juliet, zag een agent haar acteertalent en hij hielp haar op weg naar een succesvolle acteercarrière. In 2002 werd ze in één klap bekend vanwege haar rol van MI6-agent Miranda Frost in de James Bondfilm Die Another Day met Pierce Brosnan. Tot dan toe had ze slechts een aantal rolletjes in series van de Britse televisie gehad, waaronder in A Rather English Marriage, Wives and Daughters, Love in a Cold Climate en Foyle's War.
In 2004 speelde Pike de rol van Elizabeth Malet in The Libertine, een film met Johnny Depp. Pike won een British Independent Film-award voor Beste Vrouwelijke Bijrol. In datzelfde jaar speelde ze ook in Promised Land, een film over Israël, en de filmversie van het computerspel Doom. Naast die films was ze ook te zien als de zus van Elizabeth (gespeeld door Keira Knightley) in de film Pride & Prejudice.
In 2007 speelde Pike in de filmversie van de roman Fugitive Pieces. Daarnaast sprak ze haar stem in voor de animatiefilm Jackboots on Whitehall, een parodie op oorlogsfilms.
Pike heeft ook nog steeds rollen in toneelstukken. Ze speelde in Hitchcock Blonde van Terry Johnson en in Summer and Smoke van Tennessee Williams. Beide rollen speelde ze in Londen.
Pike speelt cello en spreekt vloeiend Duits en Frans. Ze houdt van house- en technomuziek. Ze woont in West End in Londen en was verloofd met regisseur Joe Wright, in wiens film Pride and Prejudice ze speelde. Pike kende Wright sinds de universiteit. Hun bruiloft werd echter op het laatste moment afgeblazen. Sinds december 2009 heeft ze een relatie met Robie Uniacke met wie ze een zoon (2012) en dochter (2016) heeft.

## Filmografie
- 2023: Saltburn - Elspeth Catton
- 2021: The Wheel of Time – Moiraine Damodred
- 2020: I Care a Lot – Marla Grayson
- 2019: Radioactive – Marie Curie
- 2019: The Informer – FBI agent Wilcox
- 2018: A Private War – Marie Colvin
- 2018: 7 Days in Entebbe – Brigitte Kuhlmann
- 2018: Beirut – CIA-agente
- 2017: The Man with the Iron Heart – Reinhard Heydrich 's wife (Lina van Osten)
- 2017: Hostiles – Rosalie Quaid
- 2016: A United Kingdom – Ruth Williams
- 2015: Return to Sender – Miranda Wells
- 2014: Gone Girl – Amy Dunne
- 2014: What We Did on Our Holiday – Abi
- 2014: Hector and the Search for Happiness – Clara
- 2014: A Long Way Down – Penny
- 2013: The World's End – Sam
- 2012: Jack Reacher – Helen Rodin
- 2012: Wrath of the Titans – Andromeda
- 2011: Johnny English Reborn – Kate Sumner
- 2010: Barney's Version – Miriam Grant
- 2009: Surrogates – Maggie Geers
- 2009: An Education – Helen
- 2009: Devil You Know – Zoe Hughes
- 2009: Freefall – Anna (televisiefilm)
- 2008: The Tower – Olivia Wynn (televisiefilm)
- 2007: Fugitive Pieces – Alex
- 2007: Fracture – Nikki Gardner
- 2005: Doom – Samantha Grimm
- 2005: Pride and Prejudice – Jane Bennet
- 2004: The Libertine – Elizabeth Malet
- 2004: Promised Land – Rose
- 2002: Die Another Day – Miranda Frost
- 2002: Foyle's War – Sarah Beaumont (televisieserie, eenmalige gastrol)
- 2001: Love in a Cold Climate – Fanny (miniserie)
- 2000: Trial & Retribution IV – Lucy (televisiefilm)
- 1999: Wives and Daughters – Lady Harriet Cumnor (televisieserie)
- 1998: A Rather English Marriage – Celia (televisiefilm)

- Bibsys: 3095148
- Biblioteca Nacional de España: XX5122369
- Bibliothèque nationale de France: cb15065235h (data)
- Catàleg d'autoritats de noms i títols de Catalunya: 981058529218506706
- Gemeinsame Normdatei: 142417815
- International Standard Name Identifier: 0000 0001 1444 9990
- Library of Congress Control Number: no2005028691
- MusicBrainz: 2c0b780a-0181-4edf-acc6-21faafd9dc47
- Nationale Bibliotheek van Tsjechië: xx0042784
- Nationale Bibliotheek van Israël: 987007436831405171
- Nederlandse Thesaurus van Auteursnamen: 338894462
- Système universitaire de documentation: 121100618
- Trove: 1835810
- Virtual International Authority File: 56899857
- WorldCat: E39PBJtxfcc4jGWTq4Xp9GhPwC